# Bathysa stipulata
Bathysa stipulata là một loài thực vật có hoa trong họ Thiến thảo. Loài này được (Vell.) C.Presl mô tả khoa học đầu tiên năm 1845.